# Athyrmella
Athyrmella là một chi bướm đêm thuộc họ Noctuidae.